# Jiří Tabak
Jiří Tabak, född den 8 augusti 1955 i Karviná, Tjeckoslovakien, är en tjeckoslovakisk gymnast.
Han tog OS-brons i ringar i samband med de olympiska gymnastiktävlingarna 1980 i Moskva.